# Maputaland
Maputaland és una regió natural del sud d'Àfrica. Està situat a la part nord de la província de KwaZulu-Natal, Sud-àfrica entre Swazilàndia i la costa. En un sentit més ampli pot incloure també la regió més meridional de Moçambic. Les rutes d'aus i esculls de coral de la costa són les principals atraccions turístiques.
Ara el nom d'aquesta regió tradicional s'està restablint per la zona boscosa de Maputaland-Pondoland, una de les eco-regions d'Àfrica del Sud, així com per a la zona especial Maputaland-Pondoland-Albany.
Maputaland està envoltada per les muntanyes de Ubombo a l'oest i l'oceà Índic a l'est. Cobreix una àrea d'uns 10.000 km², que s'estén aproximadament des de la ciutat de Hluhluwe i la secció nord del llac de Saint Lucia a la frontera de Moçambic i Sud-àfrica, o més enllà de Maputo a Moçambic.

## Història
La secció sud-africana de Maputaland també fou coneguda prèviament com a Tongaland o Amatongaland (Tongalàndia i Amatongalàndia) nom derivat del poble que hi vivia, els tonga (tsonga) o amatonga. La regió generalment plana alimenta els rius Phongolo i Mkhuze. L'11 de juny de 1895, Tongaland va ser annexat per Gran Bretanya.
'Tongaland' va ser el nom de la regió tradicional dels tsonga, però el seu ús ara s'ha reduït en gran manera i gairebé ja no s'utilitza. Encara es troba ocasionalment en les obres científiques i en la denominació de les espècies, com el caragol caníbal de Tongaland (Natalina wesseliana).